# Robin Fearn
Patrick Robin Fearn, KCMG (* 5. September 1934; † 26. August 2006) war ein britischer Diplomat, der unter anderem zwischen 1984 und 1986 Botschafter in Kuba sowie von 1989 bis 1994 Botschafter in Spanien war.

## Leben
Patrick Robin Fearn, Albert Cyprian Fearn und Hilary Harrison, absolvierte nach dem Besuch des Ratcliffe College zwischen 1952 und 1954 seinen Militärdienst (National Service) im Nachrichtendienst (Intelligence Corps) der British Army. Nachdem er ein darauf folgendes Studium im Fach Moderne Sprachen am University College der University of Oxford abgeschlossen hatte, war er zwischen 1957 und 1961 in der Abteilung für Übersee-Marketing der Dunlop Rubber Company Limited tätig. 1961 trat er in den diplomatischen Dienst (HM Foreign Service) und fand danach zahlreiche Verwendungen im Ausland sowie im Außenministerium beziehungsweise dem Ministerium für Auswärtige und Commonwealth-Angelegenheiten (Foreign and Commonwealth Office). Nachdem er zunächst von 1961 bis 1962 in der Zentrale des Außenministeriums tätig gewesen war, war er zwischen 1962 und 1964 zunächst Dritter Sekretär sowie zuletzt Zweiter Sekretär an der Botschaft in Venezuela.
Im Anschluss war Fearn 1965 Zweiter Sekretär an der Botschaft in Kuba sowie zwischen 1966 und 1968 Erster Sekretär an der Botschaft in der Ungarischen Volksrepublik. Nach einer erneuten Verwendung von 1969 bis 1972 im Ministerium für Auswärtige und Commonwealth-Angelegenheiten war von 1972 bis 1975 Kanzler der Botschaft in Laos. Er war nach seiner Rückkehr zwischen 1975 und 1976 stellvertretender Leiter des Referats Wissenschaft und Technologie im Außenministerium sowie zwischen 1976 und 1979 Botschaftsrat sowie Leiter der Kanzler und Generalkonsul der Botschaft in Pakistan. Daraufhin fungierte er von 1979 bis 1982 als Leiter des Referats Südamerika des Außenministeriums (Head of South America Department, Foreign and Commonwealth Office) sowie während des Falklandkrieges 1982 kurzzeitig als Leiter des Referats für die Falklandinseln im Außenministerium.
Robin Fearn, der 1983 Absolvent des Royal College of Defence Studies (RCDS) war und für seine Verdienste 1983 Companion des Order of St Michael and St George (CMG) wurde, löste 1984 David Churchill Thomas als Botschafter in Kuba ab und verblieb auf diesem Posten bis 1986, woraufhin Andrew Palmer seine dortige Nachfolge antrat. Im Anschluss fungierte er zwischen 1986 und 1989 als Leiter der Unterabteilung Amerika im Ministerium für Auswärtige und Commonwealth-Angelegenheiten (Assistant Under-Secretary for Foreign and Commonwealth Affairs (Americas)). Zuletzt wurde er 1989 als Nachfolger von Lord Nicholas Gordon-Lennox Botschafter in Spanien und verblieb auf diesem Posten bis zu seinem Eintritt in den Ruhestand 1994. Daraufhin übernahm Anthony David Brighty seine dortige Nachfolge. 1991 wurde er zum Knight Commander des Order of St Michael and St George (KCMG) geschlagen und führte seither den Namenszusatz „Sir“. Zuletzt war er von 2000 bis 2006 Beigeordneter Direktor (Associate Director) des Zentrums für politische und diplomatische Studien (Centre for Political and Diplomatic Studies) der University of Oxford.
Aus seiner 1961 geschlossenen Ehe mit Sorrel Mary Lynne Thomas gingen drei Söhne und eine Tochter hervor.